# Börsenmakler

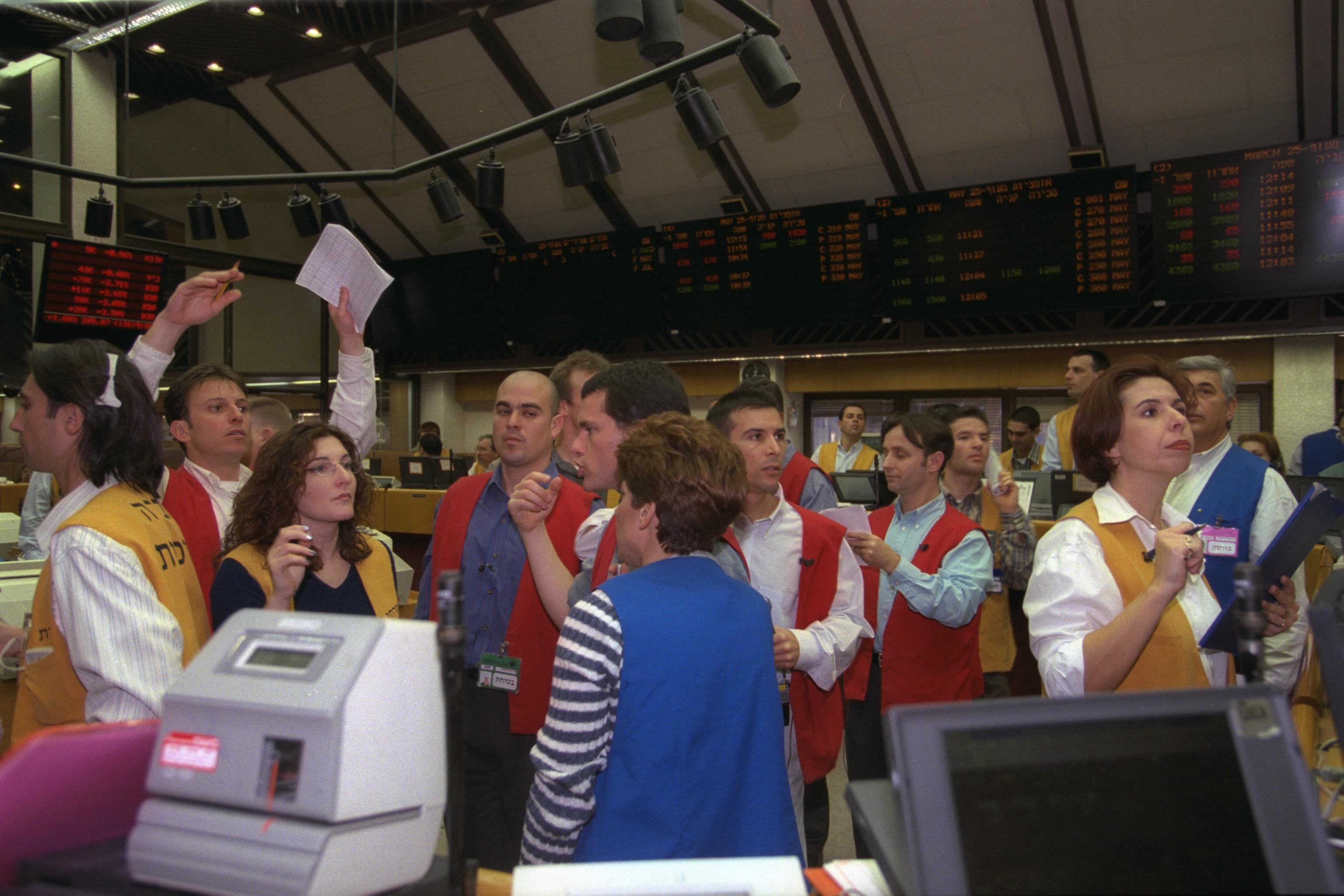
Börsenhändler an der Börse Tel Aviv (1999)

Börsenmakler (auch Kursmakler; englisch broker) waren bis Juni 2002 Handelsmakler, die an deutschen Börsen gewerbsmäßig Börsengeschäfte zwischen Börsenhändlern oder Effektenhändlern vermittelten. Ihre Funktion haben seit Juli 2002 die Skontroführer übernommen.
Kursmakler vermittelten die Kauf- und Verkaufsorders der Börsenhändler und waren an der Kursnotierung beteiligt. Sie wurden von der Kursmaklerkammer bestellt und entlassen.
Seit dem Vierten Finanzmarktförderungsgesetz vom Juli 2002 sind die Kursmakler rechtlich keine Makler mehr, sondern werden als Skontroführer bezeichnet. Lediglich ihre Berufsbezeichnung lautet zuweilen noch Börsen- oder Kursmakler, zumal sich Laien hierunter den Beruf eher vorstellen können. Deshalb wird die Bezeichnung Börsenmakler wegen der Geläufigkeit weiterhin beibehalten. Sie sind heute lediglich noch im Parketthandel erforderlich, weil an Computerbörsen die Geschäftsabschlüsse durch elektronisch gesteuerte Zusammenführung von Kauf- und Verkaufsorders zustande kommen.
Börsen sind in Deutschland Anstalten des öffentlichen Rechts (§ 2 Abs. 1 BörsG), so dass die Kursmakler entsprechend in einem öffentlich-rechtlichen Verhältnis zur Börse standen. Die Skontroführer sind dagegen Selbständige oder Angestellte eines Finanzdienstleisters.

## Rechtsfragen
Der bisher im ehemaligen „amtlichen Handel“ tätige Kursmakler wurde abgeschafft wie auch die „amtliche Kursnotierung“. Der Begriff des Kursmaklers wurde durch Skontroführer ersetzt, es entfällt seine öffentlich-rechtliche Bestellung.
Kursmakler werden rechtlich seit Juli 2002 als Skontroführer bezeichnet (§ 2 Abs. 8 BörsG). Ihre Bestellung und Entlassung erfolgt durch die Börsenaufsichtsbehörde nach Anhörung des Börsenvorstands. Skontroführer können als Rechtssubjekte zwischen den Rechtsformen Einzelkaufmann oder als Geschäftsleiter jeweils eines Finanzdienstleistungsinstituts (AG oder GmbH) als Kursmaklergesellschaft wählen. Sie sind zu Eigengeschäften bei fehlenden marktnah limitierten Aufträgen berechtigt.

## Aufgaben
Bis Juli 2002 war es gemäß § 29 Abs. 1 BörsG und § 30 Abs. 1 BörsG a.F. Aufgabe der Kursmakler, Börsengeschäfte zu vermitteln und die Börsenpreise amtlich festzustellen. Sie galten nach § 93 HGB als Handelsmakler, für die das Maklerrecht der §§ 652 ff. BGB galt. Zum Kursmakler konnte gemäß § 30 Abs. 2 BörsG a. F. bestellt werden, wer die für die Tätigkeit notwendige Zuverlässigkeit und berufliche Eignung hatte, Sicherheit nach § 32 Abs. 6 BörsG leistete und Eigenkapital nach § 7 Abs. 4 Nr. 4 BörsG nachwies.

## Arten
Vor der Reform wurde zwischen dem amtlich vereidigten Kursmakler und dem freien Makler unterschieden.
Seit der Reform ist zwischen dem Skontroführer und dem Freimakler zu unterscheiden. Skontroführer werden von der jeweiligen Landesregierung zugelassen und vereidigt. Dies geschieht, weil der Staat ein eigenes Interesse hat, dass Börsenkurse die tatsächliche Marktentwicklung reflektieren und zuverlässig sind. Freimakler werden von der Börse zugelassen und stellen Wertpapierkurse ausschließlich im Freiverkehr fest. Sie unterliegen der Aufsicht der Börsenaufsichtsbehörde.

## Börsensprache
Zur Vermeidung von Missverständnissen sprechen Börsenmakler und Börsenhändler eine eigene, protokollartige Sprache (Börsenjargon) in Kombination mit Gestik mit einzelnen Fingern und/oder der ganzen Hand, welche das verbal Ausgedrückte synchron zu verstehen gibt.
Die bidirektionale Kommunikation besteht immer aus einer Aktion (Kauf, Verkauf usw.) und einer Bestätigung des jeweiligen Gegenparts. So folgt auf einen Kauf mit dem Ausruf Von dir immer ein An Dich damit das Geschäft rechtswirksam zustande kommt. Neben den Hauptgeschäftsarten werden auch Zusatzinformationen und Restriktionen mitgeteilt. Eine falsche Anwendung der Maklersprache kann folgenschwere Konsequenzen, sprich Verluste, Kursdifferenzen oder Depot-Abstimmungsdifferenzen nach sich ziehen.
Die Fingergestik ist deshalb zentral, weil davon ausgegangen werden muss, dass wegen des Lärmpegels nicht alle Marktteilnehmer die Angebote akustisch verstehen können. Oft besteht nur Sichtkontakt zwischen den einzelnen Händlern. Um über größere Distanzen von über fünf Metern dennoch Geschäfte abzuschließen, wird deshalb ausschließlich durch Handzeichen verhandelt. Die Handzeichen gelten als verbindlich und absolut gleichwertig wie ein Geschäft, das verbal abgeschlossen wurde. Jeder Kauf oder Verkauf wird anschließend entweder durch den Händler selbst oder den Börsenschreiber notiert. Nach Handelsschluss werden die Positionen durch die Börsenadministratoren der Banken oder Broker miteinander abgeglichen, oft bis spät in die Nacht, bis die Depots und Einzelpositionen stimmen. Diese Abstimmung erfolgt telefonisch oder persönlich; oft auch beim Feierabendbier der Händler unter sich.

### Hauptgeschäftsarten
- „Von dir“ – Kaufen
- „An Dich“ – Verkaufen
- Geld – Kaufkurs
- Brief – Verkaufskurs

### Beispiele
- Siemens zu 90,50: Händler: Mit 90,5 1000 von dir! → Makler: 1000 an dich mit 90,5
- UBS 252 Geld!: Händler hat Geld und zahlt einem Anbieter für UBS-Titel, z. B. 252,-
- CS 120 Brief!: Händler sucht Käufer für Credit-Suisse Titel zu 120,-
- Im Geld sein: Gesamthaft bewegt sich der Händler zurzeit in der Gewinnzone
- Drei-Zehn: Indexänderung oder Kursänderung von 30 %; Drei Zehntel
- Applizieren 20: Anschlusskauf, Aufstocken, dazukaufen zu z. B. 130,-
- Wie sind Daimler?,50 auf,55! Gut für 500? Ja. Ok 500 mit,55 von dir … an dich!

## International
In der Schweiz regelte die Züricher Sensalenordnung vom 13. Mai 1663 die Organisation der Börsenmakler („Sensalen“), 1884 stellte das „Gesetz über die Gewerbe der Effektensensale und Börsenagenten“ alle Schweizer Börsen unter Staatsaufsicht. Die heutigen Effektenhändler der SIX Swiss Exchange sind Personen, die gewerbsmäßig „für eigene Rechnung zum kurzfristigen Wiederverkauf oder für Rechnung Dritter Effekten auf dem Sekundärmarkt kaufen und verkaufen, auf dem Primärmarkt öffentlich anbieten oder selbst Derivate schaffen und öffentlich anbieten“ (Art. 2d BEHG). Es handelt sich um die so genannten Ringbanken, einer kleinen Gruppe ausgewählter Banken, deren Name von den ringartigen Tischen im Mittelpunkt der Börse stammt. Sie haben allein das Recht, an der Börse zu kaufen und zu verkaufen.
In Österreich gibt es an der Wiener Börse Mitglieder, die sich aus Kreditinstituten oder sonstigen Finanzdienstleistern zusammensetzen und geprüfte Börsehändler (sic) beschäftigen.
Im angelsächsischen Raum entsprach der Kursmakler ungefähr dem Broker. Der Broker darf im Gegensatz zum Börsenmakler im eigenen Namen handeln. Seit der Londoner Börsenreform von 1986 sind die Funktionen des brokers und dealers an der Londoner Börse abgeschafft und durch die Funktion des Market-Makers ersetzt. Die Teilnehmer der New York Stock Exchange (NYSE) sind Market-Maker (englisch specialists) und Händler (englisch dealer), die limitierte Orders erteilen können, die mit den Quotes der specialists konkurrieren dürfen, so dass die NYSE keine reine Market-Maker-Börse ist, sondern eine Mischform mit der kontinuierlichen Auktion (englisch continuous auction) darstellt.